# Johan Albrecht Ehrenström
Johan Albrecht (Albert) Ehrenström, född 28 augusti 1762 i Helsingfors, död där 15 april 1847, var en finländsk ämbetsman, arkitekt och memoarförfattare.

## Biografi
Ehrenström ägnade sig till en början åt militärtjänst i Finland. År 1785 reste han till Stockholm, där han 1786 vann inträde i kanslikollegiet. Vid riksdagen 1786 slöt han sig till oppositionen och trädde i nära förhållande till Göran Magnus Sprengtporten, som han efter riksdagens slut följde med till Finland och Ryssland. Sprengtporten övertalade honom att följa med Katarina II:s svit under hennes bekanta kulissfärd till södra Ryssland. 
Under vistelsen i Ryssland skildes deras vägar: Sprengtporten gick i rysk tjänst, medan Ehrenström intog motsatt position. Han återvände till Stockholm och förblev kungen trogen. Som förberedelse inför Gustav III:s ryska krig skickades han till Livland för att utforska stämningen bland adeln i Baltikum. Året därpå, 1788, utnämndes han till kabinettssekreterare och förde protokollet vid fredsförhandlingarna i Värälä. I juni 1791 följde han med Gustav III på resan till Aachen, där de tillsammans med en stor skara noblesser skulle ta emot den franska kungafamiljen. Så blev det inte. Kungafamiljen lyckades aldrig ta sig över gränsen till Belgien.
Efter Gustav III:s död 1792 tog Ehrenström avsked och slog sig ner på Djurö i Stockholms skärgård. Som ivrig gustavian övervakades han av den Reuterholmska regeringen. År 1793 fängslades han som delaktig i den så kallade Armfeltska konspirationen och dömdes i september 1794 till schavotteringsstraff och att mista liv, ära, adelskap och gods. Han släpades till schavotten, men benådades där med livstidsfängelse på Karlsten.
År 1796 förflyttades han till Vaxholms fästning, och från 1799 fick han tillstånd att vistas på sin närbelägna gård Djurö. År 1800 frigavs han helt och återfick sitt adelskap. Ehrenström begav sig nu på en rad utrikes resor. I samband med 1809 års statsvälvning erhöll Ehrenström titeln regeringsråd, och flyttade 1811 tillbaka till Helsingfors, detta som en följd av den utvisning som vid denna tid drabbade vännen Armfelt. 
Finland var nu ett av Rysslands storfurstendömen och tsar Alexander I tilldelade honom genast livstidspension och förordnade honom till ordförande i nybyggnadskommittén för Helsingfors som eldhärjats svårt under den ryska erövringen. Ehrenström gjorde stadens stadsplan i gustaviansk stil med sina breda boulevarder och stora torg. Han anlitade också den tyska arkitekten Carl Ludvig Engel för att rita representativa byggnader för storfurstendömets nya huvudstad. År 1814 erhöll han titeln kejserligt statsråd.
Som statsråd och senator tog Ehrenström 1825 avsked för att som ekonomiskt oberoende kunna ägna sig åt sina memoarer. Hans Bref från en vän i Finland till en vän i Stockholm är tryckta i Georg Adlersparres Handlingar rörande Sveriges äldre, nyare och nyaste historia samt historiska personer, utgifna af ett sällskap (del 9). Ehrenströms Efterlemnade historiska anteckningar utgavs av Simon Boëthius 1882-83 i 2 band. Tor Carpelan avger följande omdöme i Nordisk familjebok:  "Han var en kallblodig och smidig diplomat, utrustad med betydande stilistisk förmåga, samt åtnjöt kejsar Alexanders gunst."
Han avled i Helsingfors 1847 och begravdes på Sandudds begravningsplats.

## Utmärkelser
- Sankt Johannes av Jerusalems orden,  1806[4]
- Sankt Vladimirs orden, tredje klass,  1812[4]
- Sankt Annas orden, första klass,  1818[4]

[Redigera Wikidata]